# Lord Torphichen
Lord Torphichen ist ein erblicher britischer Adelstitel in der Peerage of Scotland.
Familiensitz der Lords ist seit 1579 Calder House, auch Caldour Castle genannt, in Mid Calder, West Lothian.

## Verleihung
Der Titel wurde am 25. Januar 1564 von Königin Maria Stuart an ihren Cousin sechsten Grades Sir James Sandilands verliehen. Er war zuvor Präzeptor der namensgebenden Malteserkommende Torphichen Preceptory. Im Rahmen der Reformation übereignete er diese und die dazugehörigen Ländereien der schottischen Krone und erhielt sie als Lehen zurück. Da er selbst keine Kinder hatte, sollten Titel und Lehen an beliebige Personen vererbbar sein („to his heirs and assignees whatsoever“). Entsprechend folgte ihm sein Großneffe als 2. Lord. 
Heutiger Titelinhaber ist dessen Ur-ur-ur-ur-ur-ur-ur-urenkel James Sandilands als 15. Lord.

## Liste der Lords Torphichen (1564)
- James Sandilands, 1. Lord Torphichen (um 1511–1579)
- James Sandilands, 2. Lord Torphichen (um 1574–1617)
- James Sandilands, 3. Lord Torphichen (um 1597–1622)
- John Sandilands, 4. Lord Torphichen (um 1598–1637)
- John Sandilands, 5. Lord Torphichen (1625–1649)
- Walter Sandilands, 6. Lord Torphichen (1629–1696)
- James Sandilands, 7. Lord Torphichen († 1753)
- Walter Sandilands, 8. Lord Torphichen (1707–1765)
- James Sandilands, 9. Lord Torphichen (1759–1815)
- James Sandilands, 10. Lord Torphichen (1770–1862)
- Robert Sandilands, 11. Lord Torphichen (1807–1869)
- James Sandilands, 12. Lord Torphichen (1846–1915)
- John Sandilands, 13. Lord Torphichen (1886–1973)
- James Sandilands, 14. Lord Torphichen (1917–1975)
- James Sandilands, 15. Lord Torphichen (* 1946)

Titelerbe (Heir Presumptive) ist ein Großonkel zweiten Grades des aktuellen Titelinhabers, Robert Powell Sandilands, Master of Torphichen (* 1950).